# Rebelión en los llanos
Rebelión en los llanos es una película en blanco y negro de Argentina dirigida por Belisario García Villar sobre el guion de Ariel Ferraro según el argumento de Celsa Martel que se estrenó el 17 de diciembre de 1953 y que tuvo como protagonistas a Francisco de Paula, Olga Vilmar y Alba Castellanos.

## Sinopsis
El pueblo se rebela contra un terrateniente en La Rioja.

## Reparto
- Francisco de Paula
- Olga Vilmar
- Alba Castellanos
- Nino Persello
- Paul Ellis
- Oscar Fuentes

## Comentarios
Dolly Shaw opinó:

”Aunque esta película no ha sido totalmente lograda, tiene interesantes situaciones en las que no se han descuidado la psicología de los caracteres que se definen firmemente a pesar de las fallas del diálogo.”

Para Manrupe y Portela la película es:

”Gauchaje primitivo y olvidado, de poca trascendencia en su momento.”